# Форт Скот (Канзас)
Форт Скот (енгл. Fort Scott) град је у америчкој савезној држави Канзас.

## Демографија
По попису из 2010. године број становника је 8.087, што је 210 (-2,5%) становника мање него 2000. године.
| Група             | 2000.         | 2010.         |
| Белци             | 7.513 (90,6%) | 7.197 (89,0%) |
| Афроамериканци    | 427 (5,1%)    | 377 (4,7%)    |
| Азијати           | 44 (0,5%)     | 50 (0,6%)     |
| Хиспаноамериканци | 139 (1,7%)    | 206 (2,5%)    |
| Укупно            | 8.297         | 8.087         |